# Rodine
Rodine este o arie protejată (arie specială de conservare — SAC, sit de importanță comunitară — SCI) din Slovenia întinsă pe o suprafață de 103,92 ha, integral pe uscat.

## Localizare
Centrul sitului Rodine este situat la coordonatele 46°22′56″N 14°10′52″E / 46.3823°N 14.1812°E.

## Înființare
Situl Rodine a fost declarat sit de importanță comunitară în aprilie 2004 pentru a proteja 1 specie de animale. Situl a fost protejat și ca arie specială de conservare în februarie 2012.

## Biodiversitate
Situată în ecoregiunea alpină, aria protejată nu include niciun habitat protejat.
La baza desemnării sitului se află o specie protejată de  mamifere: liliacul mic cu potcoavă (Rhinolophus hipposideros).